# Salma Paralluelo
Salma Paralluelo (Zaragoza, 2003. november 13. –) spanyol női válogatott labdarúgó, atléta. A Barcelona játékosa. Kiemelkedő képességű sportoló, a labdarúgással párhuzamosan atlétikai versenyeken is részt vesz.

## Pályafutása
Zaragozában kezdte labdarúgó pályafutását és 15 évesen már részt vehetett a másodosztályú bajnokságban.
A 2019–20-as szezon kezdetekor a Villarrealhoz szerződött, ahol a Playas de Castellón atlétikai klubnál is folytatja pályafutását.
A sárga-kékeknél szinte azonnal a kezdők között találta magát, azonban áprilisban egy keresztszalag szakadás miatt idő előtt volt kénytelen befejezni idényét.

### A válogatottban
A U17-es válogatottal 2018-ban az Európa-bajnokságon és a világbajnokságon is aranyérmet szerzett csapatával.
A 2022-es Európa-bajnokságra utazó válogatott keretében Jorge Vilda Paralluelo nevét is feltüntette.

## Sikerei

### Klubcsapatokban
Spanyol másodosztályú bajnok (1):
- Villarreal (1): 2020

### A válogatottban
Spanyolország
- U17-es világbajnoki aranyérmes (1): 2018
- U17-es Európa-bajnoki aranyérmes (1): 2018

## Atlétika
A Bakuban rendezett 2019-es Európai Ifjúsági Olimpiai Fesztiválon 400 m gáton és svédváltóban aranyérmet nyert. Versenyszámaiban több országos csúccsal is büszkélkedhet.